# 冯李汉墓
冯李汉墓，位于山东省德州市齐河县焦庙镇冯李村，是中华人民共和国山东省文物保护单位之一。
2006年12月7日，授予山东省文物保护单位，是一座古墓葬。